# Walking in the Rain (chanson de Flash and the Pan)
Pour les articles homonymes, voir Walking in the Rain.
Walking in the Rain est une chanson du groupe australien Flash and the Pan, paru en single en 1976 comme face B de Hey, St. Peter (nl), puis sur leur album éponyme en 1978.
Le titre sera repris par Grace Jones pour son album Nightclubbing en 1981, parvenant à se classer en Nouvelle-Zélande et en Allemagne.
La marque automobile Peugeot utilise le titre original pour la publicité de la 308,, permettant au titre de rentrer brièvement dans les charts français.

## Classements
| Classement (2011) | Meilleure position |
| ----------------- | ------------------ |
| France (SNEP)     | 79                 |

## Version de Grace Jones
Singles de Grace Jones
Pull Up to the Bumper
(1981) Nipple to the Bottle (en)
(1982)
En 1981, Walking in the Rain est reprise par la chanteuse jamaïcaine Grace Jones, qui l'a incluse dans son album Nightclubbing. Sa version est sortie le 30 octobre 1981 chez Island Records en tant que dernier single de l'album. 
La face B de l'édition britannique et australienne du 45 tours, Peanut Butter, créditée aux « Compass Point All Stars », est en fait une version dub instrumentale de Pull Up to the Bumper. La version single de Pull Up to the Bumper figure en face B du 45 tours allemand. Walking in the Rain a été incluse dans le documentaire musical de Jones intitulé A One Man Show, et un instantané du clip vidéo a été utilisé plus tard pour la pochette de la réédition de 1985 de Warm Leatherette.

### Liste des titres
| A. | Walking in the Rain | 3:52 |
| B. | Peanut Butter       | 3:07 |

| A. | Walking in the Rain   | 4:18 |
| B. | Pull Up to the Bumper | 4:40 |

| A. | Walking in the Rain | 4:18 |
| B. | Feel Up             | 3:41 |

### Classements
| Classement (1981–82)                 | Meilleure position |
| ------------------------------------ | ------------------ |
| Allemagne de l'Ouest (Media Control) | 67                 |
| Australie (Kent Music Report)        | 94                 |
| Nouvelle-Zélande (RMNZ)              | 34                 |